# Gabii
Gabii (Oudgrieks: Γάβιοι / Gábioi) was een oude en eenmaal machtige stad van Latium, en een kolonie van Alba Longa.
Zij werd volgens de overlevering door Tarquinius Superbus op verraderlijke wijze veroverd. Later heeft Rome met Gabii een verbond gesloten, waarbij de burgers onder de cives Romani werden opgenomen, maar Gabii zijn eigen gemeentebestuur behield. In Cicero’s tijd was het stadje geheel vervallen. De steengroeven van Gabii leverden de bouwstof tufsteen (bij de Romeinen soms tophus, tegenwoordig peperino geheten), tot de herbouw van Rome na de grote brand onder keizer Nero.